# Nicolas Bringuier
Nicolas Bringuier (* 1980 in Nizza) ist ein französischer Pianist.

## Leben und Wirken
Bringuier studierte bereits mit 13 Jahren am Conservatoire Nationale Supérieur in Paris und legte dort 1996 sein Examen ab. Es folgte ein Studium an der Universität der Künste Berlin bei Klaus Hellwig, wo er im Jahr 2009 bei und mit den Berliner Symphonikern das Konzertdiplom erwarb. Außerdem absolvierte er Meisterkurse bei u. a. Dmitri Baschkirow in Madrid, Oleg Maisenberg in Wien, Dominique Merlet in Paris und Wladimir Wiardo in Moskau.
Bringuier nahm an internationalen Klavierwettbewerben teil, so erhielt er z. B. 2004 den zweiten Preis beim Robert-Schumann-Wettbewerb in Zwickau.
Als Solist spielt er sowohl mit wenig bekannten Ensembles wie dem Regionalorchester Cannes Provence-Alpes-Côte d'Azur (Orcpaca) als auch mit renommierten Orchestern wie den Warschauer Philharmonikern.
Mit seinen Darbietungen vor allem klassischer Werke von u. a. Johann Sebastian Bach, Felix Mendelssohn Bartholdy, Ludwig van Beethoven, Maurice Ravel konzertiert Bringuier weltweit in bedeutenden Konzerthäusern, beispielsweise im Wiener Musikverein, Salle Gaveau in Paris, Auditorio Nacional in Madrid und Salle Garnier der Opéra de Monaco in Monte-Carlo.